# Lanfeust der Sterne
Lanfeust der Sterne (Originaltitel: Lanfeust des étoiles) ist eine französische Comicserie von Christophe Arleston, mit der dieser seine Erfolgsserie „Lanfeust von Troy“ fortsetzt. Die Handlung der Fantasycomics wird darin um die Dimension der Science Fiction erweitert, als die Helden erfahren, dass ihre Welt Teil eines galaktischen Experiments ist.
Die von Didier Tarquin gezeichnete Serie umfasst insgesamt acht Bände und wurde im Original erstmals von 2001 bis 2008 veröffentlicht. In Deutschland erschien sie zunächst im Carlsen Verlag und wurde 2018/19 bei Splitter neu aufgelegt.

## Handlung
Lanfeust und sein Freund, der Troll Hebus, werden Zeugen der ersten Landung eines Raumschiffs auf Troy. Abgesandte der Prinzen von Merrion, denen die Heimatwelt von Lanfeust und seinen Freunden formal gehört, sehen den jungen Helden und seinen Erzfeind Thanos als Höhepunkte eines evolutionären Experiments, das sie mithilfe des Magohamoth vor Äonen starteten. Nun nehmen deren Agenten die beiden Erzfeinde mit Hebus und Lanfeusts Geliebter Cixi mit ins All.

## Die Albenreihe
| Band | Französischer Titel         | Text                | Zeichnung      | Jahr | Band | Deutschsprachiger Titel      | Jahr |
| ---- | --------------------------- | ------------------- | -------------- | ---- | ---- | ---------------------------- | ---- |
| 1    | Un, deux... Troy            | Christophe Arleston | Didier Tarquin | 2001 | 1    | Eins, zwei... Troy!          | 2003 |
| 2    | Les tours de Meirrion       | Christophe Arleston | Didier Tarquin | 2003 | 2    | Die Türme von Merrion        | 2003 |
| 3    | Les sables d'Abraxar        | Christophe Arleston | Didier Tarquin | 2004 | 3    | Die Wüste von Abraxar        | 2004 |
| 4    | Les buveurs de mondes       | Christophe Arleston | Didier Tarquin | 2004 | 4    | Die Weltentrinker            | 2005 |
| 5    | La chevauchée des bactéries | Christophe Arleston | Didier Tarquin | 2005 | 5    | Die Bakterien-Safari         | 2006 |
| 6    | Le râle du flibustier       | Christophe Arleston | Didier Tarquin | 2006 | 6    | Das Röcheln des Freibeuters  | 2007 |
| 7    | Le secret des dolphantes    | Christophe Arleston | Didier Tarquin | 2007 | 7    | Das Geheimnis der Dolphanten | 2008 |
| 8    | Le sang des comètes         | Christophe Arleston | Didier Tarquin | 2008 | 8    | Das Blut der Kometen         | 2010 |